# Der Blaue Reiter

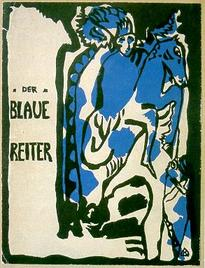
Omslagsillustration till Der Blaue Reiter-Almanach av Vasily Kandinsky.

Der Blaue Reiter (svenska "Den blå ryttaren") är en beteckning på de expressionistiska konstnärerna i kretsen runt den München-baserade utgivnings- och utställningsredaktionen med samma namn under åren 1911–1914.
Franz Marc och Vasily Kandinsky startade 1911 en redaktion för utgivning av en planerad återkommande skrift kallad "Der Blaue Reiter", med konst och tillhörande essäer. Samma år skedde en splittring av Neue Künstlervereinigung München, vilket ledde till att kretsen kring Der Blaue Reiter började med egna utställningar, vilket gjordes med redaktionen som organisatoriskt centrum.
Det handlade inte om någon fast grupp med definierat medlemskap, formulerat manifest eller dylikt, men bland de till Der Blaue Reiter tätare knutna konstnärerna fanns August Macke, liksom Paul Klee, Gabriele Münter, Marianne von Werefkin, Alexej von Jawlensky, Alfred Kubin och Hanns Bolz.
År 1912 gav redaktionen ut Der Blaue Reiter-Almanach, med betydande essäer av bland andra Kandinsky och Marc. Man utgick från primitivismen, som var intellektuell till sitt innehåll men intuitiv i utförandet. Man lade en ny tonvikt på barnets konst som inspirationskälla, på abstrakt form och på de symboliska och psykologiska aspekterna hos linjen och färgen. Till skillnad från konstnärsgruppen Brücke, som också var expressionister, var kretsen runt Der Blaue Reiter i huvudsak mer abstrakt expressionistiskt inriktad.
1912 och 1913 hölls två större utställningar i München med bidrag från icke-tyska konstnärer som Delaunay, bröderna David och Vladimir Burljuk, Braque, Roger de la Fresnaye, Malevitj, Picasso och Maurice de Vlaminck. Bland de tyskspråkiga utställarna fanns Wilhelm Morgner, schweizaren Paul Klee och österrikarna Alfred Kubin och Arnold Schönberg, kompositören som även målade.
Det blev aldrig någon ytterligare utgivning av skriften Der Blaue Reiter än den 1912, även om det inledningsvis var planerat.
Der Blaue Reiter upplöstes 1914, inte minst eftersom första världskriget bröt ut; Kandinsky och ytterligare ett par konstnärer i kretsen var ryssar och måste lämna Tyskland, och de båda övriga centrala figurerna i kretsen, Marc och Macke, stupade i kriget.